# Storm op Zee (Plopsaland Belgium)
Storm op Zee is een attractie in het Belgische attractiepark Plopsaland Belgium. De attractie opende op 31 maart 2001. De attractie heeft het thema van Piet Piraat en ligt in de Piratenzone.
Bezoekers nemen plaats in een van de 16 bootjes waarin elk twee personen passen. Vervolgens draaien de bootjes snel in het rond, vooruit en achteruit.
De attractie werd gebouwd door de Duitse fabrikant MACK Rides en is van het type "Koggenfahrt". De attractie is vergelijkbaar met een rupsbaan, maar dan een kleinere versie geschikt voor parken.

## Trivia
- Tot en met het seizoen van 2005 was het thema van de Storm op Zee Samson en Gert. Op de decoratieve zeilen op de bootjes stonden er verschillende figuren van de serie.
- In het Duitse zusterpark Holiday Park bevond zich sinds 1989 een attractie van hetzelfde type, de Wellenhopser. Na het seizoen van 2020 besliste Plopsa de molen definitief te verwijderen.[3]

Afbeeldingen